# Nicola Selva
Nicola Selva (n. San Marino, 4 de julio de 1962) es un atleta, político e ingeniero sanmarinense. 

## Biografía
Nicola nació el día 4 de julio del año 1962 en la Ciudad-Capital de San Marino. 
Él es un atleta profesional, especialista en carrera de velocidad. 
Su debut en un importante evento deportivo de nivel internacional fue cuando participó en los Juegos Mediterráneos de 1991 que se celebraron en la ciudad de Atenas (Grecia). 
Al año siguiente formó parte de la Selección Olímpica Sanmarinense como competidor en la categoría atlética de carrera de Relevo 4 × 100 metros en los Juegos Olímpicos de Barcelona 1992.
También es graduado en Ingeniería industrial por el "Istituto Professionale Statale per l'Industria e l'Artigianato L.Battista Alberti" de Rímini (Italia) y como tal, trabaja como técnico para la empresa de telecomunicaciones, Telecom Italia San Marino. 
Además de su trabajo como deportista e ingeniero, en la década de los 90 entró en el mundo de la política como miembro del Partido Demócrata Cristiano Sanmarinense (PDCS), en cuyas listas para las Elecciones Generales de 2006 fue elegido como diputado en el Consejo Grande y General de San Marino. Luego fue reelegido en las Elecciones Generales de 2012.
Posteriormente, en el 2016 se convierte en uno de los fundadores del partido político de centro y europeísta, Repubblica Futura (RF). Como parte de este nuevo partido, fue reelegido diputado en el parlamento nacional tras las elecciones generales de ese mismo año. 
Junto al también político y deportista, Michele Muratori, fue  elegido el 13 de marzo de 2019 como nuevo Capitán Regente de la República de San Marino (Jefe de Estado) durante el periodo de gobierno semestral establecido. 
Ambos juraron el cargo el día 1 de abril y sucedieron a Mirko Tomassoni y Luca Santolini.